# Lake Petrarch
Lake Petrarch är en sjö i Australien. Den ligger i delstaten Tasmanien, i den sydöstra delen av landet, omkring 140 kilometer nordväst om delstatshuvudstaden Hobart. Lake Petrarch ligger 874 meter över havet.
I omgivningarna runt Lake Petrarch växer i huvudsak barrskog. Trakten runt Lake Petrarch är nära nog obefolkad, med mindre än två invånare per kvadratkilometer. Genomsnittlig årsnederbörd är 1 478 millimeter. Den regnigaste månaden är september, med i genomsnitt 188 mm nederbörd, och den torraste är februari, med 55 mm nederbörd.